# مجادله (سوره)
سوره مجادله سوره ۵۸ از قرآن است و ۲۲ آیه دارد.
این سوره به شهادت سیاق آیاتش در مدینه نازل شده‌است. همانند دیگر سوره‌های مدنی، محتوای این سوره پیرامون احکام فقهی، زندگی اجتماعی و روابط مسلمانان با غیر مسلمانان است.  ابتدا از الغای حکم جاهلی ظهار سخن می‌گوید و سپس در مورد آداب جمعی مانند درگوشی صحبت کردن (نجوا کردن) بحث‌هایی دارد و در آخرین بخش در مورد منافقان مطالبی مطرح کرده و مومنان را به رعایت «دوست‌داشتن به خاطر خدا» و «بغض به خاطر خدا» و پیوستن به «حزب خدا» (حزب‌الله) دعوت می‌کند.